# Ward Ramaekers
Ward Ramaekers (Genk, 13 oktober 1969) is een Belgische taalkundige en auteur. Hij won in de categorie 'prominenten' het Groot Dictee der Nederlandse Taal in 1996.
Hij onderzocht als eerste de taal Cités (door Ramaekers genoemd: Algemeen Cités).

## Publicaties
- Kassa over grijze muizen ISBN 9789056170950
- Johnny en Marina! Een week uit het leven van 's lands kleurrijkste koppel, dat de boeken-top-vijf haalde ISBN 9789063035815
- Crapuul over een lanterfantende student ISBN 9789056170400